# Thaddäus Ferdinand Lipowsky
Thaddäus Ferdinand Lipowsky (auch Thade und Lipowski oder von Lipowsky; * 28. Dezember 1738 in St. Martin im Innkreis; † 18. März 1767 in Wiesensteig) war ein deutscher Justiz- und Kameralbeamter sowie Violinist und Komponist.

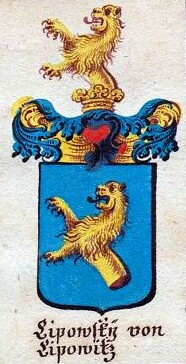
Wappen derer Lipowsky

## Leben
Lipowsky stammte aus einem böhmischen Adelsgeschlecht aus Lipovice. Er wurde zunächst an der Schule von Passau ausgebildet und wechselte wie sein großer Bruder, der Jurist und Historiker Anton Johann Lipowsky, an die Universität Salzburg. Dort widmete er sich der Mathematik, der Physik, der Philosophie sowie den Rechtswissenschaften. Bereits in Passau hatte er eine musikalische Ausbildung im Singen und am Klavier erhalten. Am besten war er jedoch an der Violine. Er wurde daher in Salzburg von Leopold Mozart als Schüler angenommen und wurde in kurzer Zeit dessen bester Schüler. Als 1759 Studierende der Universität Salzburg die Oper Musae in Parnasso Salisburgensi schrieben und aufführten, schrieb Lipowsky die Musik zu der Oper. Der Fürsterzbischof von Salzburg Sigismund III. Christoph von Schrattenbach zeichnete ihn daraufhin mit einem silbernen Degen aus. Nach zweijährigem Studium in Salzburg wechselte er an die Universität Ingolstadt, an der er seine Studien der Rechte vollendete. Es schloss sich eine Praxiszeit in München an. Dort wurde er von seinem Bruder Anton Johann in die höhere Gelehrtengesellschaft eingeführt.
Lipowsky wurde 1763 in der bayrischen Enklave Wiesensteig zum Justiz- und Kameralbeamten ernannt und bekam den Titel Justizrat verliehen. Für den Chorherrenstift Wiesensteig komponierte er neben seiner Berufstätigkeit regelmäßig Kirchenmusik. 1766 erregte er durch sein Violinspiel die Aufmerksamkeit von Kurfürst Maximilian III. von Bayern und wurde daraufhin als Hofkammerrat nach München berufen. Kurz vor seiner Übersiedlung nach München verstarb er an einer Fieberkrankheit. Wenige Tage vor seinem Tod komponierte er eine Leichenmesse fertig, die bei seinem Begräbnis aufgeführt wurde.
Der Jurist Felix Joseph von Lipowsky war sein Sohn.